# جان بروکس (بازیکن فوتبال، زاده ۱۹۵۶)
جان بروکس (انگلیسی: John Brooks؛ زادهٔ ۲۴ فوریهٔ ۱۹۵۶) بازیکن فوتبال اهل بریتانیا است.